# Stefan Wurzacher
Stefan Wurzacher – austriacki snowboardzista. Nie startował na mistrzostwach świata ani na igrzyskach olimpijskich. Najlepsze wyniki w Pucharze Świata osiągnął w sezonie 1995/1996, kiedy to zajął drugie miejsce w klasyfikacji generalnej i w klasyfikacji slalomu.
W 1998 r. zakończył karierę.

## Sukcesy

### Puchar Świata

#### Miejsca w klasyfikacji generalnej
- 1995/1996 - 2.
- 1996/1997 - 4.
- 1997/1998 - 9.